# Аралбайська сільська адміністрація
Аралба́йська сільська адміністрація (каз. Аралбай ауылдық әкімдігі, рос. Аралбайская сельская администрация) — адміністративна одиниця у складі Джангельдинського району Костанайської області Казахстану. Адміністративний центр та єдиний населений пункт — село Аралбай.
Населення — 402 особ (2021; 658 у 2009, 716 у 1999, 1274 у 1989).
Станом на 1989 рік існували Джангільдинська сільська рада (села Аралбай, Аралбай, Каратогай, Шуакбай). Станом на 1999 рік існував Жангельдинський сільський округ (села Аккум, Аралбай, Казибай, Куат). Село Куат було ліквідоване 2007 року, Жангельдинський сільський округ перетворено у сільську адміністрацію.

## Склад
До складу адміністрації входять такі населені пункти:
| Населений пункт | Старі назви | Населення, осіб (1989) | Населення, осіб (1999) | Населення, осіб (2009) | Населення, осіб (2021) |
| --------------- | ----------- | ---------------------- | ---------------------- | ---------------------- | ---------------------- |
| Аралбай, село   | Аккум       | 807                    | 447                    | 658                    | 402                    |
| Аралбай, село   | -           | 170                    | 238                    | -                      | -                      |
| Казибай, село   | -           | -                      | 0                      | -                      | -                      |
| Каратогай, село | -           | 196                    | -                      | -                      | -                      |
| Куат, село      | -           | -                      | 31                     | -                      | -                      |
| Шуакбай, село   | -           | 101                    | -                      | -                      | -                      |